# .ng
.ng — национальный домен верхнего уровня для Нигерии.

## История
При создании домена .ng в 1995 году административная ответственность за регистрацию была возложена на Лябо Одусоте (Ms. Lyabo Odusote, Технологический колледж Яба, Лагос, Нигерия), техническая — на Абрахама Гебрехевита (Abraham Gebrehewit, IAT, Пиза, Италия). В марте 1998 года IANA получила два запроса на передачу контроля над доменом .ng: от Nigeria Telecommunications Limited и от Nigeria Internet Group (NIG). NIG обратилась с повторным запросом в 2003 году. Госпожа Одусоте не поддержала этот запрос и в письме в ICANN указала, что NIG не представляет все стороны, заинтересованные в развитии Интернета в Нигерии. Для урегулирования этого конфликта летом-осенью 2003 года состоялся ряд встреч с участием Одусоте, NIG, Министерства науки и технологии и National Information Technology Development (NITDA). В декабре того же года правительство Нигерии обратилось в ICANN с просьбой передать NITDA ответственность за регистрацию в домене .ng. Это обращение не вызвало дальнейших протестов и в июне 2004 года ответственность за регистрацию в домене .ng была передана NITDA. В марте 2005 года была создана Nigeria Internet Registration Association (NiRA), деятельность которой координируется NITDA.
Техническая ответственность за домен была в 2000 году перенесена из Италии в США. В 2004 году Интернет-община Нигерии вела дискуссию о возможности передачи технической ответственности одной из нигерийских организации. Тем не менее, в 2006 году DNS-серверы Нигерии всё ещё находились за её пределами: в США, Южной Африке, Швеции и Антарктике.

## Регистрация
Нигерия насчитывает 39 регистраторов доменных имён.
Регистрация в домене .ng возможна только в одном из следующих доменов второго уровня:
- .com.ng — компании. До 31 июля 2008 года регистрация в этом домене была возможна только для нигерийских компаний, однако с августа 2008 года это ограничение снято.
- .org.ng — некоммерческие организации, к примеру, политические партии, профессиональные союзы, благотворительные организации.
- .name.ng — частные лица.
- .net.ng — Интернет-провайдеры.
- .gov.ng — государственные структуры. Регистрация на третьем уровне только для федерального правительства и министерств. Регистрация на четвёртом уровне — для правительств и министерств штатов или территории. Третий уровень является названием штата или территории.
- .edu.ng — высшие учебные заведения. Требуется аккредитация Комиссии нигерийских университетов, Национальном союзе технического образования или аналогичных организациях.
- .sch.ng — детские сады и школы. Регистрация возможна только на четвёртом уровне. Третий уровень является названием штата или территории. Требуется аккредитация.
- .mobi.ng — мобильный Интернет
- .mil.ng — вооружённые силы. Регистрация возможна только по решению Главного командования вооружённых сил Нигерии.

## Спам
С доменом .ng связаны многочисленные случаи мошенничества, связанные с рассылкой электронных писем (спама), так называемые нигерийские письма. Как правило, адресату сообщается о возможности получения значительной суммы денег (наследство, помощь в переводе денег из Нигерии за границу). Если получатель письма отвечает мошенникам, у него начинают выпрашивать деньги на оформление документов, взятки и т. д. Обещанных денег жертва в любом случае не получает.
Популярность нигерийских писем привела к тому, что большая часть доменов в .ng утратили доверие за рубежами Нигерии, и письма, отправленные из этих доменов, будут заблокированы почтовыми серверами других стран.

## Статистика
Наибольшее число доменных имён зарегистрировано в домене второго уровня .com.ng — свыше 62000, что составляет 72%. Затем следует корневой домен .ng (17%), домен для некоммерческих организаций org.ng (7%) и домен правительственных организаций Нигерии .gov.ng (2%).

## Безопасность
Анализ 64 случайно выбранных веб-сайтов правительственных организаций Нигерии (.gov.ng) показал значительную степень незащищённости: 42,2 % оказались уязвимы межсайтовому скриптингу, в 31,3 % можно внедрить SQL-код. Наиболее уязвимыми оказались сайты государственных корпораций.